# Собор Московских святых
Собор Московских святых — соборный праздник Русской православной церкви в честь святых московской земли, является переходящим и отмечается в воскресенье перед 11 сентября (7 сентября). С праздником связан День города Москвы, и часто они празднуются в один день.
Существует также праздник Собор Московских святителей, посвящённый памяти московских митрополитов и патриархов.

## История
Первым «московским» святым был митрополит Петр, который сначала был местночтимым, однако уже через 13 лет после его кончины, в 1339 году, специальной грамотой патриарха Константинопольского было провозглашено его общерусское почитание.

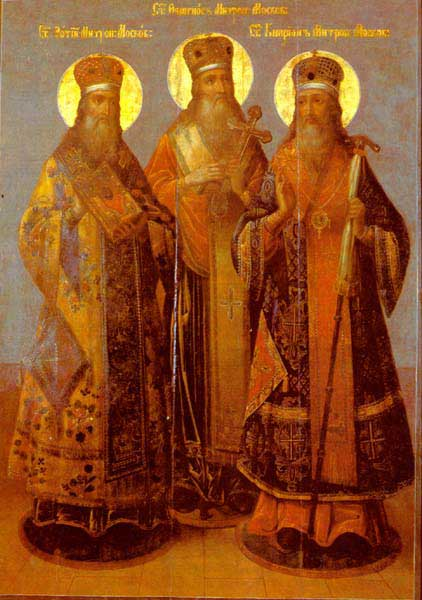
Митрополиты Фотий, Феогност и Киприан

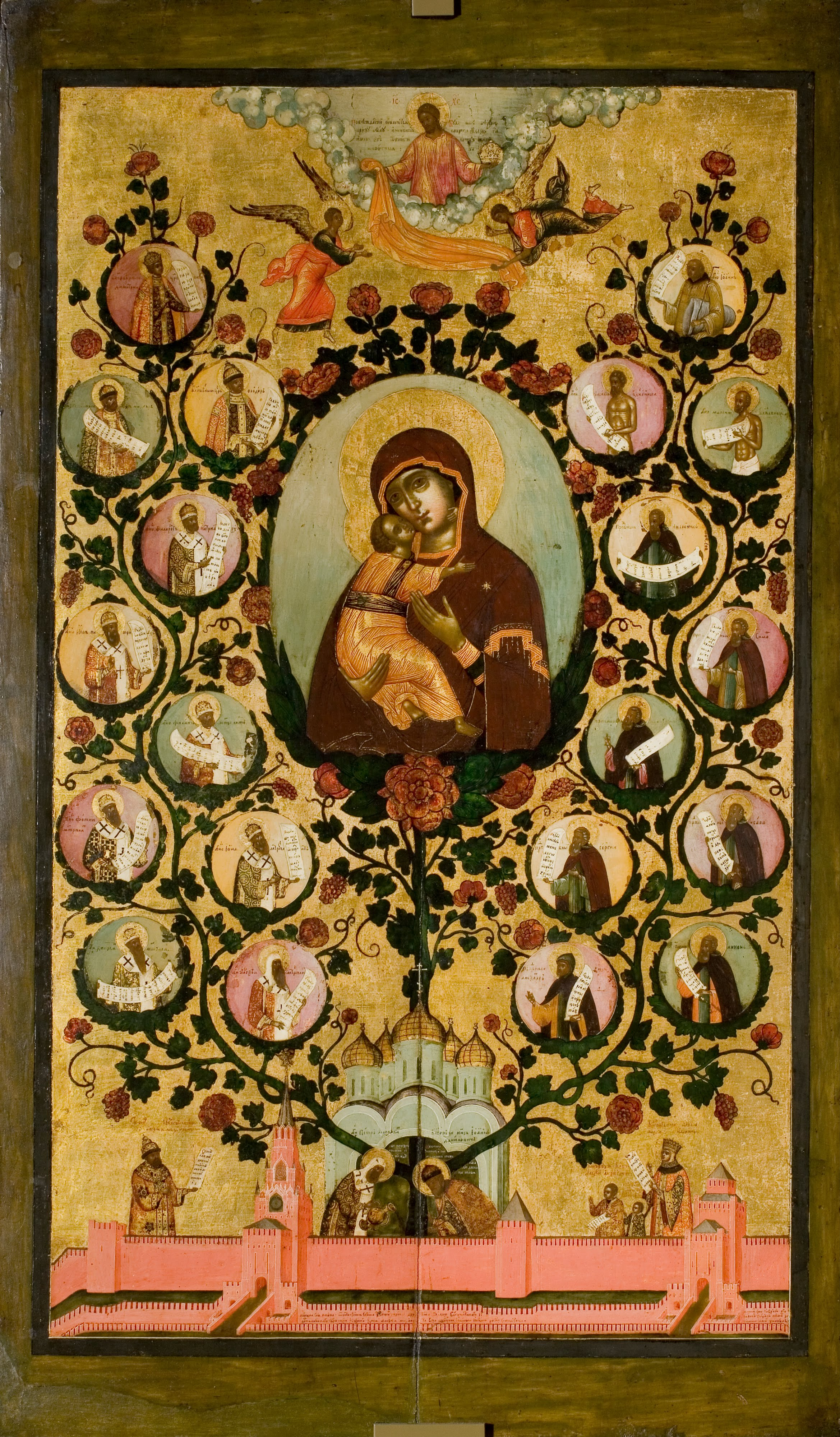
Древо государства Московского (Похвала Богоматери Владимирской)

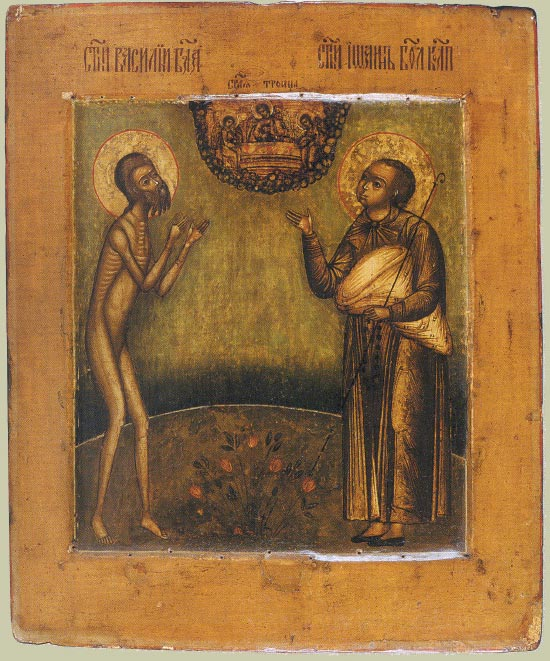
Василий Блаженный и Иоанн Московский

«В XV веке уже говорят о московских святых во множественном числе. Ими стали, помимо Петра, его преемники на митрополичьей кафедре Киприан, Фотий и Иона, много сделавшие для возвышения Москвы. 5 октября 1596 года при царе Фёдоре Ивановиче первым русским патриархом Иовом было установлено празднование Собора Московских святителей. В Собор вошли исключительно митрополиты — Петр, Алексий, Фотий и Иона. Тогда же утверждается и чин празднования всем святителям вместе. Позднее к ним в 1875 году был причислен митрополит Филипп (Колычев), а в 1913 году патриарх Гермоген, много сделавший для преодоления „Смуты“ начала XVII века. Уже в наше время Собор пополнили митрополит Макарий, первый русский патриарх Иов и первый патриарх послесинодального периода — Тихон».
Канонизированы также благоверные князья — Дмитрий Донской и Даниил Московский.
Отдельную группу составляют блаженные юродивые — Василий Блаженный, Максим Московский и Иоанн Московский.

## Установление празднования
«В 1997 году, в год 850-летия Москвы, по благословению патриарха Московского и всея Руси Алексия II и решению Священного Синода было установлено празднование Собора московских святых. Тогда же была написана икона Собора Московских святых. На ней уже не только святители и благоверные князья, но и Василий Блаженный, и Максим Блаженный, и св. царевич Дмитрий, Углический и Московский чудотворец».

«Празднуя память святых в один день, Церковь воздает каждому из них равную честь, как небесным покровителям города Москвы и молитвенникам за наше Отечество».

## Список

### XIII—XIV века
- Мчч. князь Михаил Всеволодович Чёрный и боярин Феодор, Черниговские († 1245, память 20 сентября (3 октября) и 14 (27) февраля)
- Блгв. кн. Даниил Александрович Московский († 1303, память 4 (17) марта и 30 августа (12 сентября))
- Свт. Петр, митрополит Киевский и всея Руси († 1326, память 24 августа (6 сентября), 21 декабря (3 января))
- Блгв. вел. кн. Иван Калита († 1340)
- Свт. Феогност, митрополит Киевский и всея Руси († 1353, память 14 (27) марта)
- Прп. Варлаам Серпуховской († 1377, память 5 (18) мая)
- Прп. Гедеон Серпуховской († 1377/1392, местн. память 5 (18) мая)
- Свт. Алексий Московский, митр. Киевский и всея Руси († 1378, память 12 (25) февраля, 20 мая (2 июня))
- Прпп. Александр Пересвет (1380) и Андрей Ослябя Радонежские († не ранее 1380) (память 7 (20) сентября)
- Прп. Михей Радонежский, ученик прп. Сергия Радонежского († 1385, память 6 (19) мая)
- Блгв. вел. кн. Дмитрий Донской († 1389, память 19 мая (1 июня))
- Прп. Мефодий Пешношский, игум. († 1392, память 4 (17) июня, 14 (27) июня)
- Прп. Савва Стромынский († 1392, память 20 июля (2 августа))
- Прп. Роман Киржачский, игум. († 1392, память 29 июля (11 августа))
- Прп. Сергий Радонежский, игум., всея России чудотворец († 1392, память 25 сентября (8 октября), 5 (18) июля)
- Прп. Иулиания и Евпраксия, Московские, сестра митр. Московского Алексия († 1393, память 3 (16) мая)
- Свт. Феодор, архиеп. Ростовский († 1394, память 28 ноября (11 декабря))
- Прп. Андроник Московский, Спасский († 1395, память 13 (26) июня
- Прп. Афанасий Высоцкий Младший († 1395, память 12 (25) сентября, в среду Светлой седмицы)
- Свт. Стефан Пермский, еп. († 1396, память 26 апреля (9 мая))

### XV век
- Прп. Стефан Московский, брат прп. Сергия Радонежского (XIV—XV вв., память 14 июля)
- Прп. Афанасий Высоцкий Старший (+ 1401—1412, память 12 сентября)
- Прп. Григорий Голутвинский, еп. Коломенский (+ 1405, память 25 ноября)
- Прп. Стефан Махрищский, игум. (+ 1406, память 14 июля)
- Свт. Киприан (Цамблак), митрополит Киевский и всея Руси, чудотворец (+ 1406, память 27 мая, 16 сентября)
- Прп. Савва Сторожевский, Звенигородский, игум. (+ ок. 1406, память 19 января, 10 августа, 3 декабря)
- Прп. вел. кн. Евфросиния Московская (+ 1407, память 17 мая, 7 июля)
- Прп. Савва Московский, игум. (+ ок. 1410, память 13 июня)
- Прп. Ферапонт Белоезерский, архим. (+ 1426, память 27 мая, 27 декабря)
- Прп. Даниил Чёрный, Московский, иконописец (+ до 1426, память 13 июня)
- Прп. Никон Радонежский, игум., ученик прп. Сергия Радонежского (+ 1426, память 7 июля, 27 сентября, 17 ноября)
- Прп. Кирилл Белозерский, игум. (+ 1427, память 9 июня)
- Прп. Александр Спасский, Московский (+ после 1427, память 13 июня)
- Прп. Андрей Рублёв (+ ок. 1430, память 13 июня, 4 июля)
- Свт. Фотий, митрополит Киевский и всея Руси (+ 1431, память 27 мая, 2 июля)
- Блж. Максим Московский (+ 1434, память 13 августа, 11 ноября)
- Прп. Варфоломей Симоновский (+ 1442)
- Прп. Иоанн Златой, Симоновский, Московский, келарь (+ 1442)
- Прп. Игнатий Симоновский, Московский, иконник (+ 1442?)
- Прп. Антоний Чудовский, Московский (+ 1451)
- Свт. Иона (Одноушев), митрополит Киевский и всея России (+ 1461, память 31 марта, 27 мая, 15 июня)
- Свт. Филипп I, митрополит Московский и всея Руси (+ 1473, память 5 апреля, 27 мая)
- Свт. Феодосий (Бывальцев), митрополит Московский и всея Руси (+ 1475)
- Свт. Геронтий, митрополит Московский и всея Руси (+ 1489, память 28 мая)
- Прп. Левкий Волоколамский (+ ок. 1492, память 17 августа, 14 декабря)

### XVI век
- Прп. Герасим Чёрный, Волоколамский (XV—XVI вв.)
- Свт. Геннадий (Гонзов), архиепископ Новгородский (+ 1505, память 4 декабря)
- Свт. Симон Чиж, митрополит Московский и всея Руси (+ 1511/1512)
- Прп. Иосиф Волоцкий, игум. (+ 1515, память 9 сентября, 18 октября)
- Свт. Серапион Новгородский, архиеп. (+ 1516, память 16 марта, 7 апреля)
- Прп. Давид Серпуховской, ученик прп. Пафнутия Боровского (+ 1520, память 18 октября)
- Прп. Владимир Белопесоцкий, Серпуховской (+ ок. 1522)
- Прп. Кассиан Босой, Волоколамский (+ 1532)
- Прп. Елена (Девочкина), игум. (+ 1547, память 18 ноября)
- Прп. Варсонофия Московская (+ 1-я пол. XVI в.)
- Прп. Фотий Волоколамский, старец (+ 1554)
- Свт. Иоасаф (Скрипицын), митр. Московский и всея России (+ 1555, память 27 июня)
- Прп. Максим Грек (+ 1556, память 21 января, 21 июня)
- Блж. Василий, Христа ради юродивый (+ ок. 1557, память 2 августа)
- Свт. Макарий, митрополит Московский и всея Руси (+ 1563, память 30 декабря)
- Свт. Филипп (Колычев), митр. Московский и всея Руси (+ 1569, память 9 января, 31 мая, 3 июля)
- Блж. Иоанн Московский, Большой колпак (+ 1589, память 12 июня, 3 июля)
- Блгв. царевич Дмитрий Угличский и Московский (+ 1591, память 15 мая, 3 июня, 19 октября)
- Блгв. царь Фёдор I Иоаннович (+ 1598, память 7 января)
- Прп. Адриан Волоколамский (XVI в., память 8 мая)
- Прп. Зосима Волоколамский, Сестринский (XVI в., память 8 мая)

### XVII век
- Прп. Василий Соколовский (XVI—XVII вв., память в 1-ю неделю после 29 июня)
- Блж. Иоанн Можайский (XVI—XVII вв.)
- Свт. Иов, патриарх Московский и всея Руси (+ 1607, память 5 апреля, 19 июня)
- Сщмч. Гермоген, патриарх Московский и всея Руси (+ 1612, память 17 февраля, 12 мая)
- Прп. Дионисий Радонежский, архим. (+ 1633, память 12 мая)
- Блж. Марфа Московская (+ 1638)
- Прп. Карп Московский (ок. XVII в.)

### XIX век
- Прп. Зосима (Верховский) (+ 1833, память 24 октября)
- Прп. Антоний Оптинский (Путилов), схиигум. (+ 1865, память 7 августа)
- Свт. Филарет (Дроздов), митр. Московский (+ 1867, память 19 ноября)
- Прав. Василий Павлово-Посадский (+ 1869, местн. память 16 февраля)
- Свт. Иннокентий (Вениаминов-Попов), митр. Московский, просветитель Сибири и Америки (+ 1879, память 31 марта, 23 сентября)
- Прп. Пимен Угрешский (+ 1880, память 17 августа)
- Прп. Василий Протопопов (+ 1810, память ?

### XX век
- Прп. Иосиф Оптинский (Литовкин), иеросхим. (+ 1911, память 9 мая)
- Прмч. Иеремия (Леонов), инок (+ 1918, память 1 января)
- Сщмч. Владимир (Богоявленский), митр. Киевский (+ 1918, память 25 января)
- Сщмч. Ермоген (Долганёв), еп. Тобольский (+ 1918, память 16 июня)
- Прмцц. вел. кн. Елисавета и инокиня Варвара (+ 1918, память 5 июля)
- Сщмч. Макарий (Гневушев), еп. Вяземский (+ 1918, память 22 августа)
- Сщмч. Ефрем (Кузнецов), еп. Селенгинский, сщмч. Иоанн Восторгов, прот., и мч. Николай Варжанский, миссионер-мирянин (+ 1918, память 23 августа)
- Прп. Аристоклий (Амвросиев), Афонский, иеросхим. (+ 1918, память 24 августа)
- Сщмч. Неофит Любимов, прот. (+ 1918, память 17 октября)
- Сщмч. Константин Голубев, прот. (+ 1918, память 19 сентября, 7 ноября)
- Сщмчч. Александр Смирнов и Феодор Ремизов (+ 1918, память 1 ноября)
- Сщмч. Никодим (Кононов), еп. Белгородский (+ 1919, память 20 октября, 28 декабря)
- Сщмч. Александр Заозерский, прот. (+ 1922, память 13 мая)
- Сщмч. Василий Соколов, прот. (+ 1922, память 13 мая)
- Прмч. Макарий (Телегин), иером. (+ 1922, память 13 мая)
- Мч. Сергий Тихомиров (+ 1922, память 13 мая)
- Сщмч. Христофор Надеждин, иерей (+ 1922, память 13 мая)
- Прав. Алексий Мечёв (+ 1923, 9 июня, 7 августа, 16 сентября)
- Прп. Анатолий Оптинский (Потапов), иеросхим (+ 1922, память 30 июля)
- Свт. Тихон (Белавин), патр. Московский и всея России (+ 1925, память 9 февраля, 25 марта, 26 сентября, 5 ноября)
- Свт. Макарий (Невский), митр. Московский, просветитель Алтая (+ 1926, память 16 февраля)
- Прп. Алексий (Соловьев), Зосимовский, иеросхим. (+ 1928, память 19 сентября)
- Прп. Рахиль Бородинская (Короткова) (+ 1928, память 27 сентября)
- Сщмч. Петр (Зверев), архиеп. Воронежский (+ 1929, память 25 января, 4 июня)
- Сщмч. Иларион (Троицкий), архиеп. Верейский (+ 1929, память 27 апреля, 11 июля, 10 августа, 15 декабря)
- Сщмч. Петр Успенский, прот. (+ 1930, память 10 января)
- Сщмч. Василий (Зеленцов), еп. Прилукский (+ 1930, память 25 января)
- Сщмч. Василий Надеждин, иерей (+ 1930, память 6 февраля)
- Исп. Иоанн Летников (+ 1930, память 12 октября)
- Сщисп. Михаил Марков, иерей (+ 1930)
- Сщисп. Петр Розанов, прот. (+ 1930)
- Прмч. Дионисий (Петушков), иеросхим. (+ 1931, память 28 мая)
- Мч. Игнатий Марков (+ 1931, память 28 мая)
- Прмч. Макарий (Моржов), иером. (+ 1931, память 28 мая)
- Сщмч. Николай Аристов, диакон (+ 1931, память 28 мая)
- Сщисп. Николай Постников, прот. (+ 1931, память 28 мая)
- Мч. Петр Юдин (+ 1931, память 28 мая)
- Прмц. Ирина (Фролова), послушница (+ 1931, память 17 сентября)
- Сщмч. Георгий Троицкий, иерей (+ 1931, память 16 октября)
- Прмц. Афанасия (Лепешкина), игумения (+ 1932, память 12 мая?)
- Прмц. Евдокия (Бучинева), инокин. (+ 1931)
- Исп. Павел Любимов, диакон (+ 1931)
- Прписп. Георгий (Лавров), архим. (+ 1932, память 21 июня, 28 сентября)
- Исп. Арефа (Митренин), иером. (+ 1932, память 24 октября)
- Исп. Вера (Графова), послушница (+ 1932, память 2 декабря)
- Сщмч. Димитрий Благовещенский, иерей (+ 1932, память 2 декабря)
- Сщмч. Илия Четверухин, прот. (+ 1932, память 5 декабря)
- Сщисп. Амвросий (Полянский), еп. Каменец-Подольский (+ 1932, память 7 декабря)
- Исп. Владимир (Терентьев), игумен (+ 1933, память 18 февраля)
- Сщмч. Сергий Воскресенский, иерей (+ 1933, память 26 февраля)
- Исп. Александр Державин, иерей (+ 1933, память 12 марта)
- Сщмч. Николай Порецкий, прот. (+ 1933, память 14 июля)
- Сщисп. Виктор (Островидов), еп. Глазовский (+ 1934, память 19 апреля, 18 июня)
- Прмч. Киприан (Нелидов), иером. (+ 1934, память 3 июня)
- Сщисп. Феодосий (Ганицкий), еп. Коломенский (+ 1937, память 20 апреля)
- Сщмч. Александр Хотовицкий, протопресв. (+ 1937, память 7 августа)
- Сщмч. Алексий Воробьёв, прот. (+ 1937, память 7 августа)
- Прмч. Афанасий (Егоров), игумен (+ 1937, память 7 августа)
- Сщмч. Димитрий Миловидов, иерей (+ 1937, память 7 августа)
- Сщмч. Елисей Штольдер, диакон (+ 1937, память 7 августа)
- Сщмч. Серафим (Звездинский), еп. Дмитровский (+ 1937, память 13 августа)
- Сщмч. Димитрий Остроумов, прот. (+ 1937, память 17 августа)
- Сщисп. Роман Медведь (в монашестве Иосиф), прот. (+ 1937, память 21 июля, 26 августа)
- Сщмч. Иоанн Лебедев, прот. (+ 1937, память 27 августа)
- Сщмч. Иоанн Смирнов, прот. (+ 1937, память 27 августа)
- Прмч. Мефодий (Иванов), игумен (+ 1937, память 27 августа)
- Прмц. Татиана (Грибкова), послушница (+ 1937, память 1 сентября)
- Сщмч. Дамаскин (Цедрик), еп. Стародубский (+ 1937, память 2 сентября)
- Сщмч. Алексий Зиновьев, иерей (+ 1937, память 3 сентября)
- Сщмч. Василий Сунгуров, иерей (+ 1937, память 7 сентября)
- Сщмч. Димитрий Троицкий, диакон (+ 1937, память 9 сентября)
- Сщмч. Василий Максимов, прот. (+ 1937, память 10 сентября)
- Прмч. Гавриил (Яцик), архим. (+ 1937, память 10 сентября)
- Сщмч. Петр Юрков, иерей (+ 1937, память 10 сентября)
- Мч. Симеон Туркин (+ 1937, память 10 сентября)
- Мц. Татиана Гримблит (+ 1937, память 10 сентября)
- Сщмч. Николай Житов, прот. (+ 1937, память 12 сентября)
- Сщмч. Иоанн Бороздин, прот. (+ 1937, память 15 сентября)
- Сщмч. Николай Скворцов, прот. (+ 1937, память 15 сентября)
- Сщмч. Николай Цветков, протодиакон (+ 1937, память 15 сентября)
- Сщмч. Петр Петриков, иерей (+ 1937, память 15 сентября)
- Сщмч. Вениамин Благонадеждин, иерей (+ 1937, память 18 сентября)
- Сщмч. Александр Левитский, прот. (+ 1937, память 26 сентября)
- Сщмч. Афанасий Докукин, иерей (+ 1937, память 26 сентября)
- Сщмч. Димитрий Розанов, прот. (+ 1937, память 26 сентября)
- Мч. Иоанн Золотов (+ 1937, память 26 сентября)
- Мч. Николай Гусев (+ 1937, память 26 сентября)
- Сщмч. Петр (Полянский), митр. Крутицкий, Местоблюститель Патриаршего престола (+ 1937, память 27 сентября)
- Прмч. Иларион (Громов), иером. (+ 1937, память 28 сентября)
- Прмц. Михаила (Иванова), схимонахиня (+ 1937, память 28 сентября)
- Сщмч. Александр Орлов, прот. (+ 1937, память 30 сентября)
- Прмц. Александра (Червякова), схимонахиня (+ 1937, память 30 сентября)
- Мч. Алексий Серебренников (+ 1937, память 30 сентября)
- Мц. Аполлинария Тупицына (+ 1937, память 30 сентября)
- Сщмч. Василий Гурьев, иерей (+ 1937, память 30 сентября)
- Сщмч. Вячеслав Занков, иерей (+ 1937, память 30 сентября)
- Мч. Матфей Соловьёв (+ 1937, память 30 сентября)
- Сщмч. Петр Пушкинский, прот. (+ 1937, память 30 сентября)
- Сщмч. Пётр Соловьёв, прот. (+ 1937, память 30 сентября)
- Сщмч. Александр Агафонников, иерей (+ 1937, память 1 октября)
- Сщмч. Георгий Архангельский, иерей (+ 1937, память 1 октября)
- Мч. Иоанн Артемов (+ 1937, память 1 октября)
- Прмч. Амвросий (Астахов), архим. (+ 1937, память 8 октября)
- Сщмч. Василий Озерецковский, иерей (+ 1937, память 8 октября)
- Мч. Виктор Фролов, иподиакон (+ 1937, память 8 октября)
- Сщмч. Владимир Сперанский, иерей (+ 1937, память 8 октября)
- Сщмч. Димитрий (Добросердов), архиеп. Можайский (+ 1937, память 8 октября)
- Мц. Елисавета Куранова (+ 1937, память 8 октября)
- Мч. Иоанн Рыбин (+ 1937, память 8 октября)
- Сщмч. Иоанн Хренов, диакон (+ 1937, память 8 октября)
- Сщмч. Иона (Лазарев), еп. Велижский (+ 1937, память 8 октября)
- Мц. Мария Волнухина (+ 1937, память 8 октября)
- Мц. Надежда Ажгеревич (+ 1937, память 8 октября)
- Мч. Николай Кузьмин, певчий (+ 1937, память 8 октября)
- Мч. Николай Рейн (+ 1937, память 8 октября)
- Сщмч. Павел Преображенский, прот. (+ 1937, память 8 октября)
- Прмч. Пахомий (Туркевич), игумен (+ 1937, память 8 октября)
- Сщмч. Петр Никотин, прот. (+ 1937, память 8 октября)
- Сщмч. Петр Озерецковский, иерей (+ 1937, память 8 октября)
- Прмч. Серафим (Щелоков), архим. (+ 1937, память 8 октября)
- Прмц. Татиана (Бесфамильная), инокиня (+ 1937, память 8 октября)
- Сщмч. Андрей Воскресенский, прот. (+ 1937, память 18 октября)
- Мц. Елисавета Крымова (+ 1937, память 18 октября)
- Сщмч. Николай Соколов, прот. (+ 1937, память 18 октября)
- Сщмч. Сергий Бажанов, иерей (+ 1937, память 18 октября)
- Сщмч. Сергий Гусев, иерей (+ 1937, память 18 октября)
- Сщмч. Павлин (Крошечкин), архиеп. Могилевский (+ 1937, память 21 октября)
- Сщмч. Александр Андреев, прот. (+ 1937, память 22 октября)
- Прмч. Герман (Полянский), архим. (+ 1937, память 22 октября)
- Прмч. Мина (Шелаев), архим. (+ 1937, память 22 октября)
- Сщмч. Серафим (Самойлович), архиеп. Угличский (+ 1937. память 22 октября)
- Сщмч. Александр Соловьёв, иерей (+ 1937, память 23 октября)
- Сщмч. Владимир Амбарцумов, иерей (+ 1937, память 23 октября)
- Сщмч. Емилиан Гончаров, иерей (+ 1937, память 23 октября)
- Сщмч. Николай Агафонников, прот. (+ 1937, память 23 октября)
- Сщмч. Николай Архангельский, прот. (+ 1937, память 23 октября)
- Сщмч. Созонт Решетилов, иерей (+ 1937, память 23 октября)
- Сщмч. Александр Воздвиженский, иерей (+ 1937, память 31 октября)
- Сщмч. Василий Архангельский, прот. (+ 1937, память 31 октября)
- Сщмч. Василий Колоколов, иерей (+ 1937, память 31 октября)
- Сщмч. Всеволод Смирнов, прот. (+ 1937, память 31 октября)
- Прмч. Евфросин (Антонов), иером. (+ 1937, память 31 октября)
- Мч. Иаков Блатов (+ 1937, память 31 октября)
- Сщмч. Петр Воскобойников, прот. (+ 1937, память 31 октября)
- Сщмч. Сергий Розанов, иерей (+ 1937, память 31 октября)
- Сщмч. Александр Зверев, прот. (+ 1937, память 3 ноября)
- Сщмч. Александр Парусников, прот. (+ 1937, память 3 ноября)
- Сщмч. Василий Архангельский, иерей (+ 1937, память 3 ноября)
- Сщмч. Василий Покровский, иерей (+ 1937, память 3 ноября)
- Сщмч. Викентий Смирнов, прот. (+ 1937, память 3 ноября)
- Сщмч. Владимир Писарев, прот. (+ 1937, память 3 ноября)
- Сщмч. Иоанн Кесарийский, иерей (+ 1937, память 3 ноября)
- Сщмч. Николай Пятницкий, иерей (+ 1937, память 3 ноября)
- Сщмч. Павел Андреев, прот. (+ 1937, память 3 ноября)
- Сщмч. Петр Косменков, иерей (+ 1937, память 3 ноября)
- Сщмч. Петр Орленков, иерей (+ 1937, память 3 ноября)
- Сщмч. Сергий Кедров, прот. (+ 1937, память 3 ноября)
- Сщмч. Симеон Кречков, диакон (+ 1937, память 3 ноября)
- Сщмч. Арсений Троицкий, прот. (+ 1937, память 6 ноября)
- Прмч. Варлаам (Никольский), игумен (+ 1937, память 6 ноября)
- Прмч. Гавриил (Гур), иером. (+ 1937, память 6 ноября)
- Сщмч. Константин Любомудров, иерей (+ 1937, память 6 ноября)
- Сщмч. Никита (Делекторский), еп. Нижнетагильский, Орехово-Зуевский (+ 1937, память 6 ноября)
- Сщмч. Павел Ансимов, прот. (+ 1937, память 8 ноября)
- Сщмч. Димитрий Русинов, прот. (+ 1937, память 9 ноября)
- Сщмч. Илия Рылько, прот. (+ 1937, память 9 ноября)
- Сщмч. Иосиф Сченснович, диакон (+ 1937, память 9 ноября)
- Сщмч. Константин Немешаев, иерей (+ 1937, память 9 ноября)
- Сщмч. Иоанн Сперанский, прот. (+ 1937, память 10 ноября)
- Сщмч. Евгений Васильев, иерей (+ 1937, память 11 ноября)
- Сщмч. Александр Архангельский, иерей (+ 1937, память 12 ноября)
- Сщмч. Владимир Красновский, иерей (+ 1937, память 12 ноября)
- Сщмч. Димитрий Розанов, иерей (+ 1937, память 12 ноября)
- Сщмч. Константин Успенский, прот. (+ 1937, память 12 ноября)
- Сщмч. Матфей Алоин, иерей (+ 1937, память 12 ноября)
- Сщмч. Александр Быков, иерей (+ 1937, память 14 ноября)
- Сщмч. Александр Покровский, прот. (+ 1937, память 14 ноября)
- Мц. Анна Зерцалова (+ 1937, память 14 ноября)
- Прмч. Аристарх (Заглодин-Кокорев), иером. (+ 1937, память 14 ноября)
- Сщмч. Василий Лихарев, прот. (+ 1937, память 14 ноября)
- Сщмч. Василий Никольский, прот. (+ 1937, память 14 ноября)
- Мч. Гавриил Безфамильный (+ 1937, память 14 ноября)
- Сщмч. Димитрий Лебедев, прот. (+ 1937, память 14 ноября)
- Сщмч. Димитрий Рудаков, иерей (+ 1937, память 14 ноября)
- Сщмч. Николай Виноградов, прот. (+ 1937, память 14 ноября)
- Сщмч. Сергий Знаменский, прот. (+ 1937, память 14 ноября)
- Сщмч. Сергий Руфицкий, прот. (+ 1937, память 14 ноября)
- Сщмч. Иаков Бриллиантов, иерей (+ 1937, память 19 ноября)
- Прмч. Иоасаф (Крымзин), игумен (+ 1937, память 19 ноября)
- Прмч. Петр (Мамонтов), иером. (+ 1937, память 19 ноября)
- Сщмч. Сергий Махаев, прот. (+ 1937, память 19 ноября)
- Мч. Тимофей Кучеров (+ 1937, память 19 ноября)
- Сщмч. Александр Сахаров, прот. (+ 1937, память 20 ноября)
- Сщмч. Алексий Аманов, прот. (+ 1937, память 20 ноября)
- Сщмч. Алексий Никатов, прот. (+ 1937, память 20 ноября)
- Сщмч. Владимир Медведюк, прот. (+ 1937, память 10 августа, 20 ноября)
- Прмч. Евтихий (Качур), игумен (+ 1937, память 20 ноября)
- Прмч. Иларион (Писарец), иером. (+ 1937, память 20 ноября)
- Сщмч. Иоанн Заболотный, иерей (+ 1937, память 20 ноября)
- Прмц. Татиана (Фомичева), послушница (после 1937, память 20 ноября)
- Прмч. Герасим (Мочалов), иером. (+ 1937, память 22 ноября)
- Сщмч. Иаков Соколов, иерей (+ 1937, память 22 ноября)
- Сщмч. Феодор Гусев, иерей (+ 1937, память 22 ноября)
- Сщмч. Александр Вершинский, прот. (+ 1937, память 25 ноября)
- Сщмч. Андрей Шершнев, иерей (+ 1937, память 25 ноября)
- Сщмч. Виктор Смирнов, прот. (+ 1937, память 25 ноября)
- Сщмч. Григорий Воинов, прот. (+ 1937, память 25 ноября)
- Сщмч. Иоанн Тарасов, прот. (+ 1937, память 25 ноября)
- Сщмч. Иоанн Янушев, прот. (+ 1937, память 25 ноября)
- Сщмч. Косма Коротких, иерей (+ 1937, память 25 ноября)
- Присп. Никон Оптинский, иером. (+ 1937, память 25 ноября)
- Мч. Павел Кузовков (+ 1937, память 25 ноября)
- Сщмч. Ярослав Савицкий, прот. (+ 1937, память 25 ноября)
- Сщмч. Василий Агафонников, прот. (+ 1937, память 26 ноября)
- Сщмч. Василий Колосов, прот. (+ 1937, память 26 ноября)
- Сщмч. Василий Студницын, прот. (+ 1937, память 26 ноября)
- Сщмч. Георгий Колоколов, прот. (+ 1937, память 26 ноября)
- Сщмч. Даниил Мещанинов, иерей (+ 1937, память 26 ноября)
- Сщмч. Илия Зачатейский, иерей (+ 1937, память 26 ноября)
- Сщмч. Иоанн Виноградов, прот. (+ 1937, память 26 ноября)
- Сщмч. Назарий Грибков, прот. (+ 1937, память 26 ноября)
- Сщмч. Николай Постников, прот. (+ 1937, память 26 ноября)
- Мч. Петр Царапкин (после 1937, память 26 ноября)
- Прмч. Алексий (Гаврин), инок (+ 1937, память 27 ноября)
- Сщмч. Алексий Сперанский, иерей (+ 1937, память 27 ноября)
- Прмч. Аполлос (Федосеев), иером. (+ 1937, память 27 ноября)
- Сщмч. Борис Ивановский, прот. (+ 1937, память 27 ноября)
- Сщмч. Василий Соколов, прот. (+ 1937, память 27 ноября)
- Мч. Иоанн Емельянов (+ 1937, память 27 ноября)
- Сщмч. Иоанн Смирнов, прот. (+ 1937, память 27 ноября)
- Прмч. Иоасаф (Боев), архим. (+ 1937, память 27 ноября)
- Прмч. Кронид (Любимов), архим. (+ 1937, память 27 ноября)
- Прмч. Ксенофонт (Бондаренко), иером. (+ 1937, память 27 ноября)
- Сщмч. Николай Андреев, прот. (+ 1937, память 27 ноября)
- Сщмч. Николай (Добронравов), архиеп. Владимирский (+ 1937, память 27 ноября)
- Сщмч. Николай Покровский, прот. (+ 1937, память 27 ноября)
- Прмч. Николай (Салтыков), игумен (+ 1937, память 27 ноября)
- Прмч. Никон (Беляев), архим. (+ 1937, память 27 ноября)
- Прмч. Серафим (Крестьянинов), иером. (+ 1937, память 27 ноября)
- Сщмч. Феодор Дорофеев, иерей (+ 1937, память 27 ноября)
- Сщмч. Алексий Веселовский, иерей (+ 1937, память 28 ноября)
- Сщмч. Алексий Смирнов, иерей (+ 1937, память 28 ноября)
- Сщмч. Петр Ворона, иерей (+ 1937, память 28 ноября)
- Сщмч. Серафим (Чичагов), митр. (+ 1937, память 28 ноября)
- Сщмч. Иоанн Честнов, иерей (+ 1937, память 30 ноября)
- Прмц. Антонина (Степанова), инокиня (+ 1937, память 2 декабря)
- Сщмч. Владимир Проферансов, иерей (+ 1937, память 2 декабря)
- Прмч. Данакт (Калашников), иером. (+ 1937, память 2 декабря)
- Сщмч. Иоанн Державин, иерей (+ 1937, память 2 декабря)
- Сщмч. Константин Некрасов, прот. (+ 1937, память 2 декабря)
- Прмч. Косма (Магда), иером. (+ 1937, память 2 декабря)
- Прмц. Мария (Журавлева), послушница (+ 1937, память 2 декабря)
- Мц. Матрона Конюхова (+ 1937, память 2 декабря)
- Сщмч. Николай Виноградский, прот. (+ 1937, память 2 декабря)
- Сщмч. Николай Заболотский, прот. (+ 1937, память 2 декабря)
- Сщмч. Павел Понятский, иерей (+ 1937, память 2 декабря)
- Сщмч. Сергий Кудрявцев, прот. (+ 1937, память 2 декабря)
- Сщмч. Сергий Фелицын, иерей (+ 1937, память 2 декабря)
- Сщмч. Феодор Алексинский, иерей (+ 1937, память 2 декабря)
- Прмц. Анастасия Титова, послушница (+ 1937, память 4 декабря)
- Сщмч. Михаил Успенский, иерей (+ 1937, память 7 декабря)
- Сщмч. Сергий Голощапов, прот. (+ 1937, память 7 декабря)
- Сщмч. Сергий Успенский, прот. (+ 1937, память 7 декабря)
- Сщмч. Сергий Орлов, иерей (+ 1937, память 8 декабря)
- Сщмч. Александр Буравцев, иерей (+ 1937, память 9 декабря)
- Сщмч. Василий Ягодин, прот. (+ 1937, память 9 декабря)
- Сщмч. Аркадий (Остальский), еп. Бежецкий (+ 1937, память 16 декабря)
- Сщмч. Николай Кобранов, прот. (+ 1937, память 18 декабря)
- Мч. Михаил Новоселов (+ 1938, память 8 января)
- Сщмч. Александр Русинов, прот. (+ 1938, память 18 января)
- Сщмч. Николай Красовский, иерей (+ 1938, память 18 января)
- Сщмч. Сергий Лебедев, иерей (+ 1938, память 18 января)
- Прмц. Евдокия (Кузьминова), послушница (+ 1938, память 23 января)
- Прмц. Екатерина (Черкасова), послушница (+ 1938, память 23 января)
- Мц. Милица Кувшинова (+ 1938, память 23 января)
- Мц. Ольга Евдокимова (+ 1938, память 28 января)
- Сщмч. Александр Минервин, иерей (+ 1938, память 4 февраля)
- Сщмч. Александр Покровский, иерей (+ 1938, память 4 февраля)
- Сщмч. Александр Соколов, прот. (+ 1938, память 4 февраля)
- Сщмч. Алексий Княжеский, иерей (+ 1938, память 4 февраля)
- Сщмч. Алексий Лебедев, иерей (+ 1938, память 4 февраля)
- Сщмч. Алексий Шаров, иерей (+ 1938, память 4 февраля)
- Сщмч. Андрей Беднов, иерей (+ 1938, память 4 февраля)
- Прмц. Анна (Ефремова), послушница (+ 1938, память 4 февраля)
- Сщмч. Аркадий Лобцов, иерей (+ 1938, память 4 февраля)
- Сщмч. Борис Назаров, прот. (+ 1938, память 4 февраля)
- Мч. Василий Иванов, ктитор (+ 1938, память 4 февраля)
- Сщмч. Евстафий Сокольский, иерей (+ 1938, память 4 февраля)
- Сщмч. Иоанн Алешковский, иерей (+ 1938, память 4 февраля)
- Сщмч. Иоанн Артоболевский, прот. (+ 1938, память 4 февраля)
- Мч. Иоанн Шувалов, псаломщик (+ 1938, память 4 февраля)
- Сщмч. Михаил Рыбин, иерей (+ 1938, память 4 февраля)
- Сщмч. Николай Голышев, иерей (+ 1938, память 4 февраля)
- Сщмч. Николай Кандауров, прот. (+ 1938, память 4 февраля)
- Сщмч. Николай Поспелов, прот. (+ 1938, память 4 февраля)
- Сщмч. Петр Соколов, прот. (+ 1938, память 4 февраля)
- Прмц. Рафаила (Вишнякова), схимонахиня (+ 1938, память 4 февраля)
- Сщмч. Серафим (Вавилов), архидиакон (+ 1938, память 4 февраля)
- Сщмч. Сергий Соловьёв, иерей (+ 1938, память 4 февраля)
- Сщмч. Феодор Бобков, иерей (+ 1938, память 4 февраля)
- Сщмч. Сергий Любомудров, иерей (+ 1938, память 8 февраля)
- Сщмч. Симеон Кульгавец, иерей (+ 1938, память 8 февраля)
- Сщмч. Иоанн Фрязинов, иерей (+ 1938, память 9 февраля)
- Прмц. Анна (Корнеева), послушница (+ 1938, память 13 февраля)
- Сщмч. Василий Горбачев, иерей (+ 1938, память 13 февраля)
- Прмц. Вера (Морозова), послушница (+ 1938, память 13 февраля)
- Сщмч. Владимир Покровский, иерей (+ 1938, память 13 февраля)
- Сщмч. Зосима Трубачев, прот. (+ 1938, память 13 февраля)
- Сщмч. Иоанн Калабухов, иерей (+ 1938, память 13 февраля)
- Сщмч. Иоанн Косинский, иерей (+ 1938, память 13 февраля)
- Сщмч. Иоанн Покровский, прот. (+ 1938, память 13 февраля)
- Прмц. Ирина (Хвостова), послушница (+ 1938, память 13 февраля)
- Сщмч. Леонтий Гримальский, прот. (+ 1938, память 13 февраля)
- Сщмч. Николай Добролюбов, иерей (+ 1938, память 13 февраля)
- Мч. Павел Соколов, псаломщик (+ 1938, память 13 февраля)
- Сщмч. Парфений Грузинов, иерей (+ 1938, память 13 февраля)
- Сщмч. Алексий Никитский, иерей (+ 1938, память 15 февраля)
- Сщмч. Алексий Смирнов, иерей (+ 1938, память 15 февраля)
- Сщмч. Симеон Кулямин, диакон (+ 1938, память 15 февраля)
- Прмц. София (Селиверстова), послушница (+ 1938, память 15 февраля)
- Сщмч. Павел Смирнов, прот. (+ 1938, память 16 февраля)
- Сщмч. Михаил Никологорский, иерей (+ 1938, память 17 февраля)
- Сщмч. Павел Косминков, прот. (+ 1938, память 17 февраля)
- Сщмч. Константин Пятикрестовский, прот. (+ 1938, память 21 февраля)
- Сщмч. Андрей Ясенев, прот. (+ 1938, память 22 февраля)
- Прмч. Антипа (Кириллов), иером. (+ 1938. память 22 февраля)
- Мц. Варвара Лосева (+ 1938, память 22 февраля)
- Сщмч. Виктор Моригеровский, иерей (+ 1938, память 22 февраля)
- Мц. Елисавета Тимохина, ктитор (+ 1938, память 22 февраля)
- Сщмч. Иоанн Орлов, иерей (+ 1938, память 22 февраля)
- Сщмч. Иоанн Парусников, прот. (+ 1938, память 22 февраля)
- Мц. Ирина Смирнова (+ 1938, память 22 февраля)
- Прмц. Параскева (Макарова), послушница (+ 1938, память 22 февраля)
- Прмч. Сергий (Букашкин), иером. (+ 1938, память 22 февраля)
- Сщмч. Сергий Белокуров, иерей (+ 1938, память 22 февраля)
- Мч. Стефан Франтов, псаломщик, регент (+ 1938, память 22 февраля)
- Сщмч. Александр Виноградов, прот. (+ 1938, память 25 февраля)
- Сщмч. Пётр Успенский, иерей (+ 1938, память 27 февраля)
- Прмц. Александра Дьячкова, послушница (+ 1938, память 1 марта)
- Прмц. Анна (Макандина), послушница (+ 1938, память 1 марта)
- Сщмч. Василий Никитский, иерей (+ 1938, память 1 марта)
- Прмц. Дария (Зайцева), послушница (+ 1938, память 1 марта)
- Сщмч. Иоанн Стрельцов, иерей (+ 1938, память 1 марта)
- Прмц. Матрона (Макандина), послушница (+ 1938, память 1 марта)
- Сщмч. Михаил Букринский, иерей (+ 1938, память 1 марта)
- Мц. Надежда Аббакумова, ктитор (+ 1938, память 1 марта)
- Сщмч. Петр Любимов, прот. (+ 1938, память 1 марта)
- Мч. Михаил Строев (+ 1938, память 3 марта)
- Сщмч. Александр Лихарев, прот. (+ 1938, память 4 марта)
- Прмч. Феофан (Графов), иеродиакон (+ 1938, память 5 марта)
- Прмц. Анна (Горохова), послушница (+ 1938, память 7 марта)
- Прмц. Евдокия (Синицына), послушница (+ 1938, память 7 марта)
- Прмц. Екатерина (Константинова), послушница (+ 1938, память 7 марта)
- Прмц. Ксения (Петрухина), послушница (+ 1938, память 7 марта)
- Прмц. Мария (Грошева), инокиня (+ 1938, память 7 марта)
- Прмц. Матрона (Грошева), инокиня (+ 1938, память 7 марта)
- Прмч. Нил (Тютюкин), иером. (+ 1938, память 7 марта)
- Прмц. Александра (Самойлова), инокиня (+ 1938, память 9 марта)
- Сщмч. Алексий Смирнов, иерей (+ 1938, память 9 марта)
- Сщмч. Димитрий Гливенко, иерей (+ 1938, память 9 марта)
- Прмч. Иоасаф (Шахов), игумен (+ 1938, память 9 марта)
- Сщмч. Михаил Маслов, иерей (+ 1938, память 9 марта)
- Прмц. Наталия Ульянова, послушница (+ 1938, память 9 марта)
- Сщмч. Николай Горюнов, протодиакон (+ 1938, память 9 марта)
- Сщмч. Петр Космодамианский, иерей (+ 1938, память 9 марта)
- Сщмч. Сергий Лебедев, прот. (+ 1938, память 9 марта)
- Сщмч. Сергий Цветков, прот. (+ 1938, память 9 марта)
- Прмч. Владимир (Волков), архим. (+ 1938, память 12 марта)
- Сщмч. Константин Соколов, иерей (+ 1938, память 12 марта)
- Прмц. Матрона (Алексеева), инокиня (+ 1938, память 19 марта)
- Мч. Алексий Скоробогатов, псаломщик (+ 1938, память 23 марта)
- Прмц. Анастасия (Бобкова), послушница (+ 1938, память 23 марта)
- Сщмч. Василий Коклин, иерей (+ 1938, память 23 марта)
- Прмч. Илия (Вятлин), иером. (+ 1938, память 23 марта)
- Прмч. Сергий Крестников, послушник (+ 1938, память 12 апреля)
- Сщмч. Алексий Протопопов, иерей (+ 1938, память 21 апреля)
- Мч. Сергий Архангельский, псаломщик (+ 1938, память 24 апреля)
- Сщмч. Михаил Марков, иерей (+ 1938, память 3 июня)
- Сщмч. Александр Парусников, прот. (+ 1938, память 14 июня)
- Сщмч. Николай Виноградов, прот. (+ 1938, память 14 июня)
- Сщмч. Николай Запольский, диакон (+ 1938, память 14 июня)
- Сщмч. Павел Иванов, иерей (+ 1938, память 14 июня)
- Сщмч. Александр Крутицкий, иерей (+ 1938, память 18 июня)
- Сщмч. Василий Крылов, иерей (+ 1938, память 18 июня)
- Сщмч. Василий Смирнов, прот. (+ 1938, память 18 июня)
- Прмч. Никанор (Морозкин), архим. (+ 1938, память 18 июня)
- Сщмч. Сергий Кротков, прот. (+ 1938, память 18 июня)
- Прмч. Иона (Санков), иером. (+ 1938, память 21 июня)
- Сщмч. Николай Розанов, прот. (+ 1938, память 21 июня)
- Сщмч. Павел Успенский, иерей (+ 1938, память 21 июня)
- Сщмч. Гавриил Архангельский, диакон (+ 1938, память 22 июня)
- Сщмч. Феодор Смирнов, диакон (+ 1938, память 22 июня)
- Прмц. Севастиана (Агеева-Зуева), инокиня (+ 1938, память 28 июня)
- Сщмч. Петр Троицкий, диакон (+ 1938, память 15 июля)
- Сщмч. Алексий Знаменский, прот. (+ 1938, память 20 июля)
- Сщмч. Петр Голубев, иерей (+ 1938, память 21 июля)
- Сщмч. Алексий Красновский, иерей (+ 1938, память 29 июля)
- Сщмч. Николай Померанцев, иерей (+ 1938, память 3 августа)
- Прмч. Игнатий (Лебедев), схиархим. (+ 1938, память 30 августа)
- Прмч. Андроник (Суриков), иером. (+ 1938, память 9 сентября)
- Прмц. Мария (Мамонтова-Шашина), послушница (+ 1938, память 19 сентября)
- Сщмч. Леонид Прендкович, прот. (+ 1938, память 30 сентября)
- Сщмч. Алексий Никонов, иерей (+ 1938, память 16 октября)
- Прмч. Иннокентий (Мазурин), иеродиакон (+ 1938, память 31 октября)
- Мц. Евдокия Сафронова (+ 1938, память 3 ноября)
- Мч. Николай Копнинский (+ 1938, память 25 ноября)
- Прмц. Мария (Цейтлин), инокиня (+ 1938, память 2 декабря)
- Сщмч. Сергий Цветков, диакон (+ 1938, память 21 декабря)
- Сщмч. Арефа Насонов, иерей (+ 1938, память 28 декабря)
- Мч. Петр Троицкий, псаломщик (+ 1938, память 31 декабря)
- Сщмч. Василий Архангельский, иерей (+ 1939, память 8 января)
- Сщмч. Василий Колосов, иерей (+ 1939, память 9 мая)
- Прмч. Таврион (Толоконцев), инок (+ 1939, память 25 мая)
- Сщмч. Петр Остроумов, иерей (+ 1939, память 27 июня)
- Сщмч. Иоанн Смирнов, диакон (+ 1939, память 5 августа)
- Сщмч. Александр Цицеров, прот. (+ 1939, память 27 августа)
- Прмч. Варлаам (Ефимов), инок (конец 1930-х, память 8 октября)
- Мч. Иоанн Малышев (+ 1940, память 7 января)
- Мч. Феодор Гусев (+ 1940, память 19 января)
- Сщмч. Тимофей Ульянов, иерей (+ 1940, память 10 июня)
- Сщмч. Василий Протопопов, иерей (+ 1940, память 25 июня)
- Сщмч. Григорий Самарин, диакон (+ 1940, память 28 июня)
- Сщмч. Владимир Соколов, прот. (+ 1940, память 27 августа)
- Сщмч. Феодор Грудаков, иерей (+ 1940, память 14 ноября)
- Сщмч. Леонтий Строцюк, диакон (+ 1941, память 21 декабря)
- Сщмч. Павел Филицин, иерей (+ 1941, память 4 января)
- Сщмч. Николай Беневоленский, иерей (+ 1941, память 3 мая)
- Сщмч. Иоанн Соловьев, иерей (+ 1941, память 27 июля)
- Сщмч. Леонид Муравьев, иерей (+ 1941, память 29 октября)
- Мч. Петр Игнатов (+ 1941, память 1 ноября)
- Сщмч. Николай Крылов, прот. (+ 1941, память 28 ноября)
- Мч. Михаил Амелюшкин (+ 1942, память 5 февраля)
- Сщмч. Алексий Троицкий, иерей (+ 1942, память 7 февраля)
- Мч. Дмитрий Вдовин, мирянин (+ 1942, память 10 апреля)
- Сщмч. Феодор Недосекин, иерей (+ 1942, память 17 апреля)
- Сщмч. Иоанн Васильев, иерей (+ 1942, память 4 мая)
- Сщмч. Василий Крылов, иерей (+ 1942, память 18 мая)
- Прмц. Гермогена (Кадомцева), инокиня (+ 1942, память 28 мая)
- Сщмч. Алексий Дроздов, протодиакон (+ 1942, память 1 июля)
- Сщмч. Александр Виноградов, прот. (+ 1942, память 9 сентября)
- Сщмч. Николай Широгоров, диакон (+ 1942, память 11 сентября)
- Сщмч. Сергий Лосев, иерей (+ 1942, память 16 сентября)
- Сщмч. Василий Крымкин, иерей (+ 1942, память 21 сентября)
- Мч. Борис Успенский (+ 1942, память 12 ноября, 2 декабря)
- Сщмч. Сергий Астахов, диакон (+ 1942, память 18 декабря)
- Сщмч. Сергий Мечев, прот. (+ 1942, память 7 августа, 24 октября, 24 декабря)
- Сщмч. Павел Никольский, иерей (+ 1943, память 9 января)
- Сщмч. Сергий Скворцов, иерей (+ 1943, память 12 марта)
- Сщмч. Николай Тохтуев, протодиакон (+ 1943, память 4 мая)
- Прмч. Феодор (Богоявленский), иером. (+ 1943, память 6 июля)
- Прмц. Александра Хворостянникова, послушница (+ 1943, память 17 сентября)
- Сщисп. Василий (Преображенский), еп. Кинешемский (+ 1945, память 31 июля, 5 октября)
- Присп. Сергий (Сребрянский), архим. (+ 1948, память 23 марта, 28 ноября)
- Блж. Матрона Московская (+ 1952, память 23 февраля, 19 апреля)
- Сщисп. Димитрий Крючков, иерей (+ 1952, память 27 августа)
- Присц. Параскева (Матиешина), инокиня (+ 1952, память 22 ноября)
- Присп. Гавриил (Игошкин), архим. (+ 1959, память 5 октября)
- Cщисп. Афанасий (Сахаров), еп. Ковровский (+ 1962, память 15 октября)[3]